# باش‌قشلاق
باش‌قشلاق (ترکی آذربایجانی: Başqışlaq) یک منطقهٔ مسکونی در جمهوری آرتساخ است که در استان شاهومیان واقع شده‌است.